# Собрал-да-Лагоа
Собрал-да-Лагоа (порт. Sobral da Lagoa)  —  район (фрегезия) в Португалии,  входит в округ Лейрия. Является составной частью муниципалитета Обидуш. По старому административному делению входил в провинцию Эштремадура. Входит в экономико-статистический  субрегион Оэште, который входит в Центральный регион. Население составляет 420 человек на 2001 год. Занимает площадь 4,88 км².